# Вест Милтон (Пенсилванија)
Вест Милтон (енгл. West Milton) насељено је место без административног статуса у америчкој савезној држави Пенсилванија.

## Демографија
По попису из 2010. године број становника је 900.
| Група             | 2000.    | 2010.       |
| Белци             | 0 (0,0%) | 807 (89,7%) |
| Афроамериканци    | 0 (0,0%) | 44 (4,9%)   |
| Азијати           | 0 (0,0%) | 1 (0,1%)    |
| Хиспаноамериканци | 0 (0,0%) | 31 (3,4%)   |
| Укупно            | 0        | 900         |